# Championnat de Guyane de football 2022-2023
Navigation
Édition précédente Édition suivante
La saison 2022-2023 est la soixante-et-unième édition du championnat de Guyane de football de Régional 1 et met aux prises dix-neuf clubs pour le titre de champion de Guyane.
Après trois saisons perturbées par la pandémie de Covid-19, une forme de normalité revient pour cette édition 2022-2023. Ainsi, au terme de dix-huit journées de championnat, les premiers de chaque groupe sont qualifiés pour la finale. L'ASC Le Geldar, devance l'ASU Grand-Santi de deux points et termine en tête du groupe A tandis que l'AS Étoile de Matoury, au bilan presque parfait de seize victoires et deux nuls, remporte le groupe B. Lors de la finale disputée le 7 juin 2023, c'est l'Étoile de Matoury qui s'impose 3-0 et s'adjuge le premier titre de champion de Guyane de son histoire.
En fin d'exercice, deux clubs sont promus, l'Aigle d'Or de Mana, champion de Régional 2 et son dauphin, l'AJ Balata-Abriba. Sept clubs – l'Olympique de Cayenne, le FC Charvein-Mana, le Dynamo de Soula, l'ASC Ouest, l'EF Iracoubo et l'USL Montjoly – sont quant à eux relégués afin de retrouver une composition à quatorze équipe pour la saison 2023-2024.

## Participants
Un total de dix-neuf équipes participent au championnat. En début d'exercice, trois clubs sont promus de Régional 2, l'USL Montjoly, le Dynamo de Soula et le FC Charvein Mana. Bien que le FC Oyapock soit aligné dans le groupe A,, il semble déclarer forfait général pour l'ensemble de la saison et n'apparait plus dans les comptes rendus officiels de la ligue dans les semaines qui suivent. Ainsi, le groupe A compte neuf clubs contre dix pour le groupe B.
| Équipe               | Stade                       | Ville                   |
| -------------------- | --------------------------- | ----------------------- |
| ASC Agouado          | Stade de Moutendé           | Apatou                  |
| CSC Cayenne          | Stade Georges-Chaumet       | Cayenne                 |
| Olympique de Cayenne | Stade Georges-Chaumet       | Cayenne                 |
| FC Charvein-Mana     | Stade de Jahovey            | Mana                    |
| ASU Grand-Santi      | Stade René-Long             | Grand-Santi             |
| EF Iracoubo          | Parc des Princes d'Iracoubo | Iracoubo                |
| ASC Karib            | Stade Georges-Chaumet       | Cayenne                 |
| SC Kouroucien        | Stade Bois Chaudat          | Kourou                  |
| ASC Le Geldar        | Stade Bois Chaudat          | Kourou                  |
| Loyola OC            | Stade Edmard-Lama           | Remire-Montjoly         |
| AS Étoile de Matoury | Stade municipal             | Matoury                 |
| US Matoury           | Stade municipal             | Matoury                 |
| USL Montjoly         | Stade Edmard-Lama           | Remire-Montjoly         |
| USC Montsinery       | Stade municipal             | Montsinéry-Tonnegrande  |
| ASC Ouest            | Stade René-Long             | Saint-Laurent-du-Maroni |
| ASC Remire           | Stade Edmard-Lama           | Remire-Montjoly         |
| AJ Saint-Georges     | Stade Georges-Chaumet       | Cayenne                 |
| US Sinnamary         | Stade omnisports            | Sinnamary               |
| Dynamo de Soula      | Stade Emmanuel-Courat       | Macouria                |

| \| Cayenne : CSC Cayenne EF Iracoubo Olympique de Cayenne ASC Karib AJ Saint-Georges Rémire-Montjoly : ASC Remire Loyola OC USL Montjoly Cayenne ASC Le Geldar SC Kouroucien ASC Agouado US Matoury AS Étoile de Matoury Rémire-Montjoly ASU Grand-Santi ASC Ouest US Sinnamary Montsinery Soula Charvein Mana \| Localisation des équipes engagées. |
| Cayenne : CSC Cayenne EF Iracoubo Olympique de Cayenne ASC Karib AJ Saint-Georges Rémire-Montjoly : ASC Remire Loyola OC USL Montjoly Cayenne ASC Le Geldar SC Kouroucien ASC Agouado US Matoury AS Étoile de Matoury Rémire-Montjoly ASU Grand-Santi ASC Ouest US Sinnamary Montsinery Soula Charvein Mana                                          |

| Cayenne : CSC Cayenne EF Iracoubo Olympique de Cayenne ASC Karib AJ Saint-Georges Rémire-Montjoly : ASC Remire Loyola OC USL Montjoly Cayenne ASC Le Geldar SC Kouroucien ASC Agouado US Matoury AS Étoile de Matoury Rémire-Montjoly ASU Grand-Santi ASC Ouest US Sinnamary Montsinery Soula Charvein Mana |

## Compétition

### Format
Les dix-neuf équipes sont réparties en deux groupes, le groupe A composé de neuf clubs tandis que le groupe B en regroupe dix. Les équipes affrontent à deux reprises les autres clubs de leur groupe selon un calendrier tiré aléatoirement.

### Classements
Le classement est établi sur le barème de points classique (victoire à 4 points, match nul à 2, défaite à 1).
| Rang | Équipe                 | Pts  | J  | G  | N | P  | Bp | Bc | Diff |
| ---- | ---------------------- | ---- | -- | -- | - | -- | -- | -- | ---- |
| 1    | ASC Le Geldar          | 54   | 16 | 12 | 2 | 2  | 50 | 22 | +28  |
| 2    | ASU Grand-Santi        | 52   | 16 | 11 | 3 | 2  | 31 | 11 | +20  |
| 3    | ASC Karib P            | 47   | 16 | 10 | 1 | 5  | 27 | 20 | +7   |
| 4    | USC Montsinery         | 44   | 16 | 8  | 4 | 4  | 27 | 14 | +13  |
| 5    | US Sinnamary           | 39   | 16 | 7  | 2 | 7  | 34 | 28 | +6   |
| 6    | ASC Remire             | 32   | 16 | 4  | 4 | 8  | 26 | 34 | -8   |
| 7    | Olympique de Cayenne T | 32   | 16 | 5  | 1 | 10 | 22 | 36 | -14  |
| 8    | FC Charvein-Mana P     | 27-1 | 16 | 3  | 3 | 10 | 17 | 41 | -24  |
| 9    | Dynamo de Soula P      | 21   | 16 | 1  | 2 | 13 | 13 | 41 | -28  |

| Rang | Équipe               | Pts  | J  | G  | N | P  | Bp | Bc | Diff |
| ---- | -------------------- | ---- | -- | -- | - | -- | -- | -- | ---- |
| 1    | AS Étoile de Matoury | 68   | 18 | 16 | 2 | 0  | 52 | 12 | +40  |
| 2    | SC Kouroucien        | 52   | 18 | 10 | 4 | 4  | 28 | 21 | +7   |
| 3    | CSC Cayenne          | 51   | 18 | 10 | 3 | 5  | 48 | 26 | +22  |
| 4    | Loyola OC            | 42   | 18 | 7  | 3 | 8  | 36 | 27 | +9   |
| 5    | US Matoury           | 41   | 18 | 6  | 5 | 7  | 25 | 25 | 0    |
| 6    | AJ Saint-Georges     | 40-1 | 18 | 6  | 5 | 7  | 28 | 28 | 0    |
| 7    | ASC Agouado          | 40-3 | 18 | 7  | 4 | 7  | 34 | 36 | -2   |
| 8    | ASC de l'Ouest       | 40   | 18 | 6  | 4 | 8  | 33 | 29 | +4   |
| 9    | EF Iracoubo          | 27-1 | 18 | 3  | 1 | 14 | 22 | 62 | -40  |
| 10   | USL Montjoly P       | 19-2 | 18 | 0  | 3 | 15 | 18 | 63 | -45  |

Qualifications et relégations
- Qualification pour la finale
- Relégation en Régional 2

Abréviations
- P : Promu de Régional 2
- -3 : Points de pénalité

### Finale
| 7 juin 2023 | ASC Le Geldar | 0 – 3   | AS Étoile de Matoury                                   | Stade Edmard-Lama, Remire-Montjoly |  |
|             |               | (0 – 0) | 50e Cerezo Haabo · 70e Doekoe Gordon · 86e Jules Haabo |                                    |  |
|             | Rapport       |         |                                                        |                                    |  |

## Bilan du tournoi
| Championnat de Guyane de football 2022-2023 |                                  |
| Champion                                    | AS Étoile de Matoury (1er titre) |
| Dauphin                                     | ASC Le Geldar                    |
| Qualifications continentales                |                                  |
| CFU Club Shield 2024                        | AS Étoile de Matoury             |
| Promotions et relégations                   |                                  |
| Promus en Régional 1                        | Aigle d'Or de Mana               |
| Promus en Régional 1                        | AJ Balata-Abriba                 |
| Relégués en Régional 2                      | Olympique de Cayenne             |
| Relégués en Régional 2                      | FC Charvein-Mana                 |
| Relégués en Régional 2                      | Dynamo de Soula                  |
| Relégués en Régional 2                      | ASC Agouado                      |
| Relégués en Régional 2                      | ASC Ouest                        |
| Relégués en Régional 2                      | EF Iracoubo                      |
| Relégués en Régional 2                      | USL Montjoly                     |